# Würzjoch
Würzjoch (tal. Passo delle Erbe; ladino: Ju de Börz; njem. Würzjoch) (2003 m) je planinski prijevoj u pokrajini Bocen, regija Trentino-Južni Tirol, u Italiji.
Povezuje grad Brixen u Eisacktalu sa San Martin de Torom u Val Badiji.
Prijevoj je u dobrom stanju, ali uzak i zimi zatvoren. S južne strane cesta je zimi otvorena do skijališta Plose.

## Vanjske poveznice
|  | Zajednički poslužitelj ima još gradiva o temi Würzjoch |